# Malte Neidhardt
Malte Karl Neidhardt (* 18. Mai 1932 in Halle (Saale); † 14. November 1988 in Augsburg) war ein deutscher Pädiater und Onkologe.

## Leben

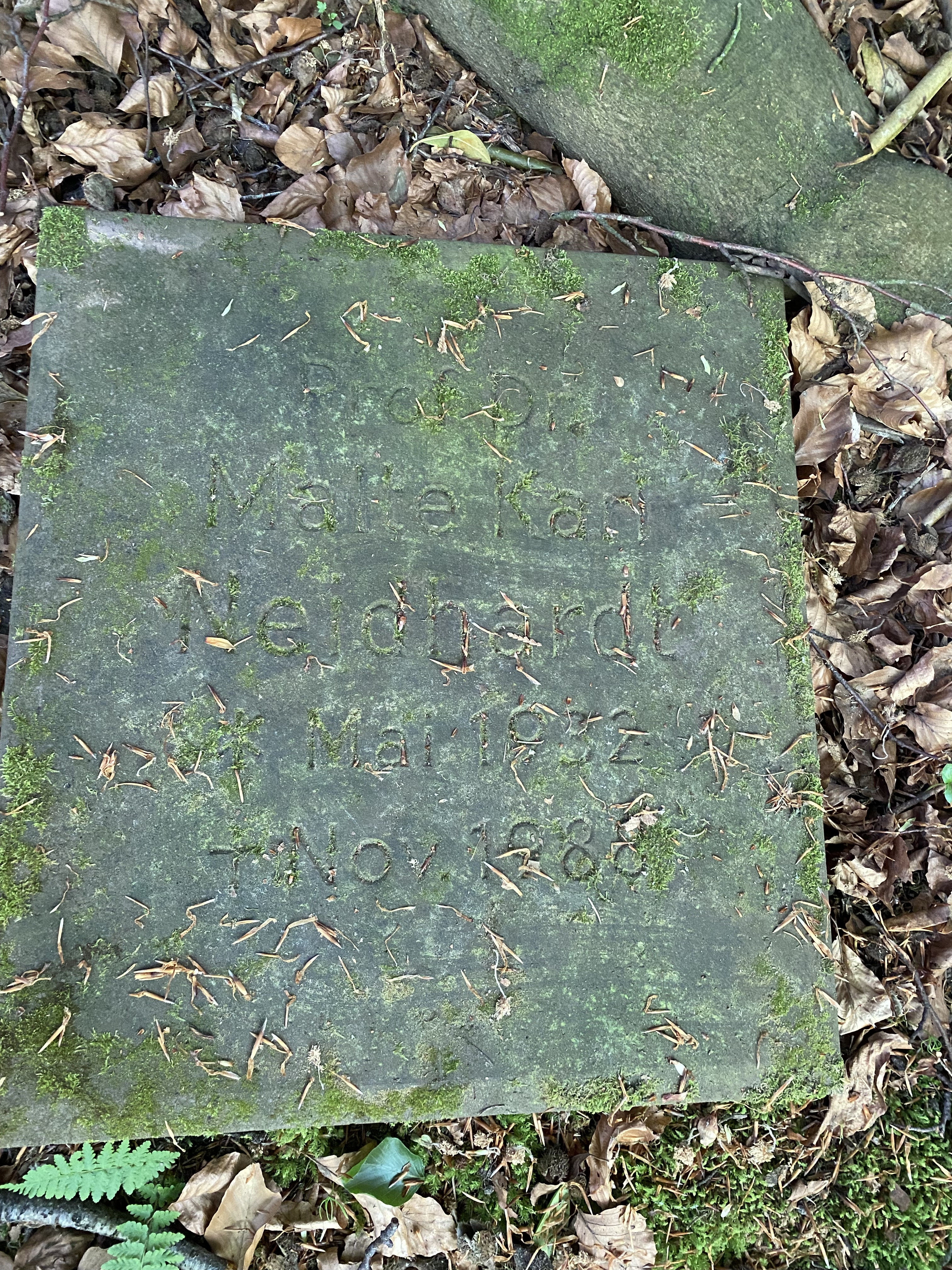
Kissenstein in der Familiengrabstätte auf dem Friedhof Ohlsdorf

Malte Neidhardt machte in Ludwigsburg das Abitur, danach ging er als Austauschstudent für ein Jahr an das Green-Castle-College im US-Bundesstaat Indiana. Von 1951 bis 1957 studierte er in Heidelberg, München und Tübingen Medizin. Während dieser Zeit hatte er ein einjähriges Stipendium in Paris. 1959 wurde Neidhardt mit der Schrift Zur Frage der Cholangitis nach Choledochoduodenostomie promoviert. Nach einem Jahr am Psychohygienischen Institut in Biel, führte ihn ein weiteres Stipendium erneut in die USA. 1960 und 1961 arbeitete er am Untersuchungsamt im Bundesstaat New York.
Zurück in Deutschland ließ sich Neidhardt bis 1965 zum Kinderarzt am damaligen Klinikum der Johannes Gutenberg-Universität Mainz ausbilden. Zum Thema Über den Einfluß cytostatischer und radiologischer Behandlung auf die Bildung hämagglutinationshemmender Antikörper gegen Influenza-Virus A PR 8 wurde er 1968 habilitiert und noch im selben Jahr Oberarzt an der Mainzer Kinderklinik. Nachdem Neidhardt 1972 zum außerplanmäßigen Professor ernannt worden war, übernahm er den Posten des Chefarztes an der 1. Kinderklinik im Krankenhauszweckverband Augsburg, den er bis zu seinem Tod innehatte. 1979 erfolgt seine Umhabilitation an die Medizinische Fakultät der Technischen Universität München.
Neidhardts Interesse galt schon früh der Onkologie, insbesondere der Kinderonkologie, ein Thema, zu dem er auch umfangreich publizierte. Von 1971 bis 1983 saß er im Vorstand der Deutschen Arbeitsgemeinschaft für Leukämie-Forschung und -Behandlung im Kindesalter, davon neun Jahre als Schatzmeister. Ferner war er Mitglied in der International Society of Pediatric Oncology. Seit 1980 leitete Neidhardt die von der Gesellschaft für Pädiatrische Onkologie durchgeführte Medulloblastom-Studie.
Malte Neidhardt lebte zuletzt in Neusäß. Im November 1988 schied er im Alter von 56 Jahren durch Suizid aus dem Leben und wurde in der Familiengrabstätte auf dem Hamburger Friedhof Ohlsdorf (Planquadrat X 26) beigesetzt. 

## Veröffentlichungen
- Odile Schweisguth: Solide Tumoren im Kindesalter, Verlag Enke, Stuttgart, 1984, ISBN 978-3-432-93251-4 (als Bearbeiter der deutschen Fassung)